# Leonidas Pyrgos
Leonidas Pyrgos, (græsk Λεωνίδας Πύργος – Leonídas Pýrgos, født 1871 i  Mantineia, Arkadien, ukendt dødsdato) var en græsk fægter, der deltog i de første moderne olympiske lege i 1896. 
Han var den første græker, som vandt en medalje i de moderne olympiske lege, da han 7. april 1896 i finalen i fleuret for mestre besejrede franskmanden Jean Maurice Perronet, som ellers var anset som den bedste fægter, men Pyrgos vandt 3 – 1. Grækerne fejrede sejren ved at bære ham på en guldstol gennem Athens gader.
Pyrgos' far, Nikolaos Pyrgos, var præsident i den første sportsklub i Athen. Leonidas Pyrgos blev fægteinstruktør og skrev flere bøger om sporten.